# Tuareg (Sprache)

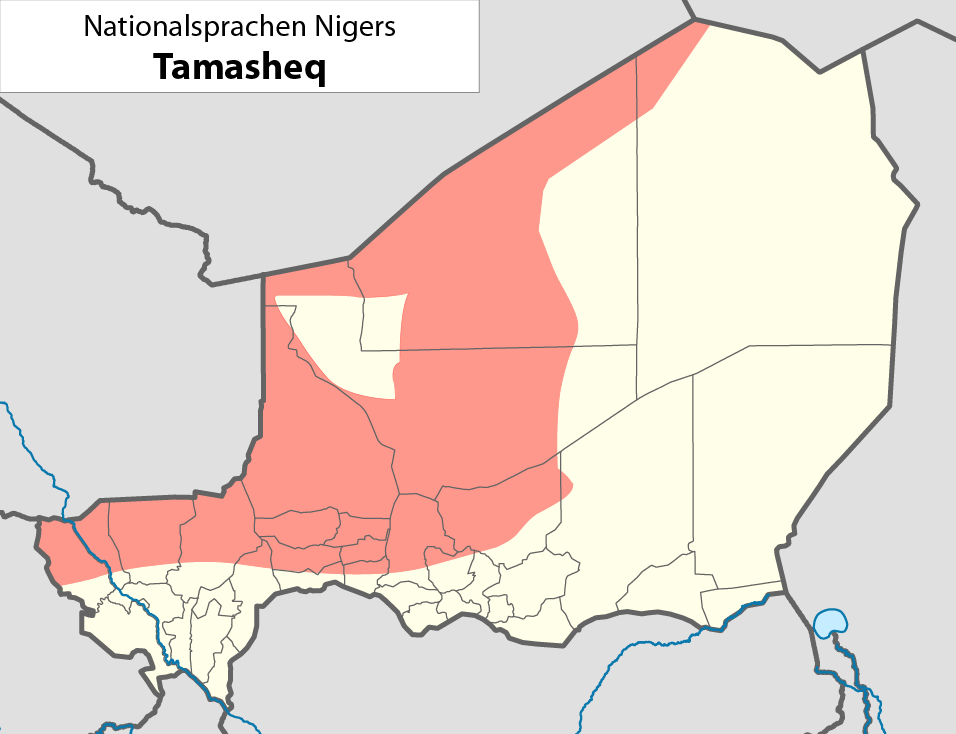
Verbreitungsgebiet des Tamascheq im Niger

Tamascheq (bzw. Tamahaq, Eigenbezeichnung ⵜⴰⵎⴰⵌⴰⵆ) ist die Sprache der Tuareg. Sie ist in Südalgerien, in Niger, Mali und in Mauretanien verbreitet. Die Sprache wird von etwa einer Million Menschen gesprochen und in der alten Tifinagh-Schrift geschrieben. Eine Verschriftlichung in der lateinischen Schrift scheiterte zu Beginn des 20. Jahrhunderts, ist aber in der Wissenschaft üblich. Eine Standardisierung der Rechtschreibung erfolgte im Jahre 1966. Der Sprachcode für Tamahaq/Tamascheq nach ISO 639-3 ist tmh und umfasst vier Einzelsprachen oder Dialekte.

## Gliederung
Die Tuaregsprachen werden in folgende Dialekte eingeteilt:
- nördlich
  - Tamahaq/Tahaggart (Tămahăqq/Tăhăggart, Algerien, Libyen, Niger, 62.000)
- südlich
  - Tamascheq (Tămášăqq, Mali, Burkina Faso, 280.000)
  - Tamascheq/Tayart (Tămážăqq/Tayărt, Niger, 250.000)
  - Tamascheq/Tawallammat (Tawəlləmmətt, Niger, 640.000)

## Stellung und Charakteristika
Die Tuaregsprachen gehören zum Zweig der Berbersprachen in der afro-asiatischen Sprachfamilie. Im Bereich der Phonologie unterscheiden sie sich von den meisten anderen Berbersprachen durch die Existenz von sieben vokalischen Phonemen a, i, u, e, o, ə, ă (ä/æ), das Konsonantensystem ist dagegen eher klein, weist aber in Bezug auf die Reflexe des protoberberischen Konsonanten *z eine deutliche dialektale Diversität auf. Auch in der Morphologie besitzen Tamahaq und Tamascheq Charakteristika, die es von anderen Zweigen des Berberischen unterscheiden. Das Verbalsystem besitzt – je nach Dialekt – mindestens zwei zusätzliche Aspektstämme. Der Status annexus (siehe Berbersprachen) wird nicht wie im Protoberberischen durch Ablaut oder ein Präfix w- gebildet, sondern durch Kürzung des Präfixes (Tamahaq akli → ăkli „Sklave“, Tamažeq iṃan → ṃan „Geist“).

### Einführungen
- Frank Donath: Tamaschek (Tuareg): Wort für Wort, inklusive Hoggar-Dialekt (= Kauderwelsch. Band 167). Reise Know-How Verlag Rump, Bielefeld 2003, ISBN 3-89416-345-3 (Einführung für Touristen).
- Karl-G. Prasse: Tuareg Elementary Course (Tahaggart) (= Berber Studies. Band 33). Rüdiger Köppe, Köln 2012, ISBN 978-3-89645-929-9 (englisch).

### Grammatiken
- Adolphe Hanoteau: Essai de grammaire de la langue tamachek' : renfermant les principes du langage parlé par les Imouchar' ou Touareg Jourdan, Algier 1896 (Pionierwerk von historischem Interesse, heute überholt)
- Jeffrey Heath: Grammar of Tamashek (Tuareg of Mali). (Mouton Grammar Library, 35) Mouton de Gruyter, Den Haag 2005. ISBN 3-11-018484-2 (moderne Referenzgrammatik)
- Maarten Kossmann: A Grammar of Ayer Tuareg (Niger) (= Berber Studies. Band 30). Rüdiger Köppe, Köln 2011, ISBN 978-3-89645-930-5.
- Karl-G. Prasse: Manuel de grammaire touarègue (tăhăggart). 3 Bände, Kopenhagen 1972–1974. ISBN 87-500-1489-7, ISBN 87-500-1310-6, ISBN 87-505-0205-0; Band 4: Schwülper 2009. ISBN 3-938693-13-4. (monumentale historische Grammatik des Tuareg mit Rekonstruktion des Proto-Berberischen)
- Karl-G. Prasse, Ekhya ăgg-Ălbosṭan ăg-Sidiyăn: Tableaux morphologiques: dialecte touareg de l'Adrar du Mali (berbère). Tesaten en-tmăwiten. Akademisk forlag, Kopenhagen 1985, ISBN 87-500-2568-6
- David Sudlow: The Tamasheq of North-East Burkina Faso. Rüdiger Köppe, Köln 2001, ISBN 3-89645-380-7.

### Wörterbücher
- Ghubăyd ăgg-Ălăwjeli: Ăwgălel temajeq-tefrensist. Lexique touareg-français. Akademisk forlag, Kopenhagen 1981, ISBN 87-500-1988-0
- Charles de Foucauld: Dictionnaire touareg-français. 4 Bände. Imprimerie Nationale de France, Paris 1951–1952
- Jeffrey Heath: Tamashek Dictionary. Karthala, Paris 2006
- Karl G. Prasse, Ghubăyd ăgg-Ălăwžəli, Ghăbdəwan əg-Muxămmăd: Asăggălalaf tămažǝq-tăfrănsit. Dictionnaire touareg-français (Niger). 2 Bände. Museum Tusculanum, Kopenhagen 2003, ISBN 87-7289-844-5
- Hans Ritter: Wörterbuch zur Sprache und Kultur der Twareg. In Zusammenarbeit mit Karl-G. Prasse. 2 Bände. Harrassowitz, Wiesbaden 2009.
  - Band 1: Twareg – Französisch – Deutsch. Elementarwörterbuch der Twareg-Hauptdialekte in Algerien, Libyen, Niger, Mali und Burkina Faso mit Einführung in Sprache und Schrift, Poesie und Musik, Orientierung und Zeitrechnung. ISBN 978-3-447-05886-5.
  - Band 2: Deutsch – Twareg. Wörterbuch der Twareg-Hauptdialekte mit einer Darstellung von Phonologie, Grammatik und Verbalsystem. ISBN 978-3-447-05887-2.